# Slobodan Dubajić
Slobodan Dubajić (19 de febrer de 1966) és un futbolista serbi que disputà un partit amb la selecció de futbol de Sèrbia.